# Kelly Reichardt

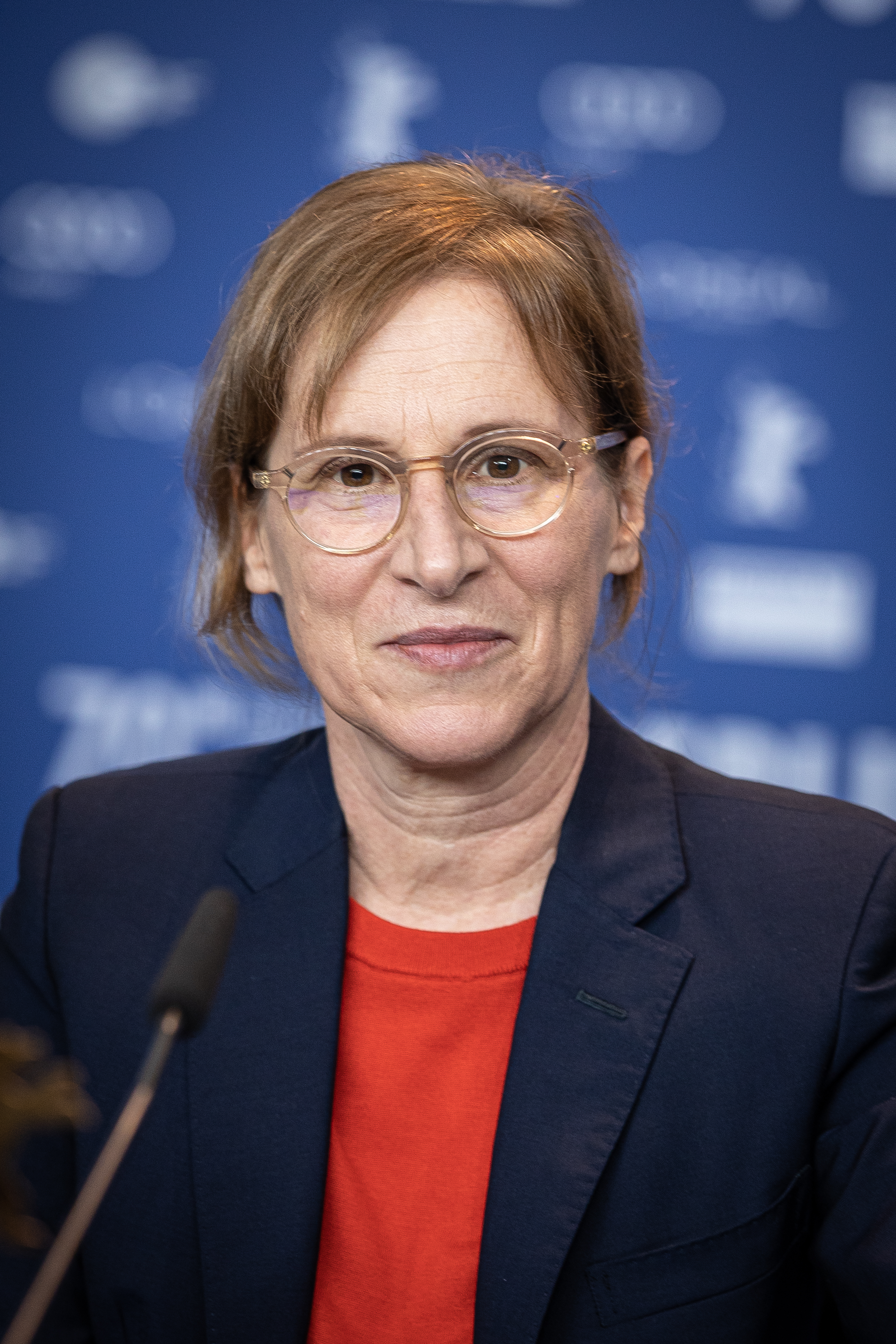
Kelly Reichardt bei der Vorstellung des Films First Cow während der Filmfestspiele in Berlin 2020

Kelly Reichardt (* 3. März 1964 in Miami, Florida) ist eine US-amerikanische Drehbuchautorin und Regisseurin, die bevorzugt im Bereich der amerikanischen Independent-Szene agiert.

## Leben
Reichardt wuchs, wie sie selber erzählt, in Miami auf. Ihr Vater schenkte ihr zum zwölften Geburtstag eine Pentax K1000, und sie besuchte einen Fotografiekurs. Als Jugendliche studierte sie zunächst am Massachusetts College of Art and Design in Boston, wo sie Kurse zu Filmen von Fassbinder und zu Kino aus Indien belegte. Abends ging sie in Arthouse-Kinos und sah amerikanische Films noirs, Filme der Nouvelle Vague, sowie Filme von Fellini, Buñuel und Kurosawa sowie Western.
1988 zog sie nach New York, wo sie bei Independent-Filmproduktionen (z. B. Todd Haynes’ Poison) mitarbeitete, zusammen mit Freunden versuchte, eigene Filmprojekte auf die Beine zu stellen und nebenbei im Büro eines Musik-Clubs Geld verdiente.
Reichardts Spielfilm-Debüt River of Grass kam 1994 heraus. Er war für drei Independent Spirit Awards nominiert, wie auch für den Grand Jury Prize des Sundance Film Festivals. Nach diesem ersten Erfolg konzentrierte sich Reichardt über ein Jahrzehnt auf die Verwirklichung mehrerer Kurzfilmprojekte. Erst mit Old Joy im Jahr 2006 kehrte sie zum abendfüllenden Spielfilm zurück. Der Film basiert auf einer Kurzgeschichte von Jon Raymond, die Hauptrollen spielen Daniel London und Singer-Songwriter Will Oldham. Old Joy handelt von zwei alten Freunden, die sich nach langer Zeit wiedersehen und zu einem Camping-Trip an den Kaskaden und heißen Quellen von Bagby, in der Nähe von Portland (Oregon), aufmachen. Der Film bekam Auszeichnungen von der Los Angeles Film Critics Association, vom Rotterdam International Film Festival und Sarasota Film Festival.
Auch Kelly Reichardts darauffolgendes Projekt Wendy and Lucy basiert auf einer Kurzgeschichte von Jon Raymond. Diesmal half der Autor Reichardt persönlich beim Drehbuch für die Filmadaption, die im Dezember 2008 veröffentlicht wurde und u. a. wegen der Leistung von Michelle Williams weite Beachtung fand. Der Film war für zwei Independent Spirit Awards, inklusive der Kategorie „Best Film“ nominiert.
Die meisten Filme der Regisseurin zeichnen sich durch eine bewusst minimalistisch gehaltene Inszenierung aus. Zum Beispiel Auf dem Weg nach Oregon (2010), ein Western zu Zeiten des Oregon Trails, der 2010 am Wettbewerb um den Goldenen Löwen bei den 67. Internationalen Filmfestspielen in Venedig teilnahm. Reichardt besetzte dabei erneut Michelle Williams in einer der Hauptrollen.
2019 wurde Reichardt in die Wettbewerbsjury des 72. Filmfestivals von Cannes berufen.
2020 erhielt sie für den Spielfilm First Cow (2019) eine Einladung in den Wettbewerb der 70. Internationalen Filmfestspiele Berlin. Im IndieWire Critics Poll 2020 landete sie für diese Regiearbeit auf dem 4. Platz. Ihr Film Showing Up wurde im Rahmen der im Mai 2022 stattfindenden Filmfestspiele in Cannes für die Goldene Palme nominiert. Drei Jahre später erhielt sie für The Mastermind (2025) erneut eine Einladung in den Hauptwettbewerb von Cannes.
Neben ihrer Karriere als Filmemacherin unterrichtet Reichardt, z. B. an der New York University oder am Bard College. Sie lebt abwechselnd in New York und Oregon.

## Filmografie
Kinofilme
- 1994: River of Grass
- 2006: Old Joy
- 2008: Wendy and Lucy
- 2010: Auf dem Weg nach Oregon (Meek’s Cutoff)
- 2013: Night Moves
- 2016: Certain Women
- 2019: First Cow
- 2022: Showing Up
- 2025: The Mastermind

Kurzfilme
- 1999: Ode
- 2001: Then a Year
- 2007: Travis

## Auszeichnungen (Auswahl)
Boston Society of Film Critics Award
- 2020: Runner-up in der Kategorie Beste Regie (First Cow)
- 2020: Runner-up in der Kategorie Bestes Drehbuch (First Cow)[8]

British Independent Film Award
- 2021: Nominierung als Bester internationaler Independent-Film (First Cow)[9]

Chicago Film Critics Association Award
- 2020: Nominierung für die Beste Regie (First Cow)
- 2020: Nominierung für das Beste adaptierte Drehbuch (First Cow)[10]

Critics’ Choice Movie Award
- 2021: Nominierung für das Beste adaptierte Drehbuch (First Cow)

Gotham Award
- 2006: Nominierung als Bester Spielfilm (Old Joy)
- 2011: Nominierung als Bester Spielfilm (Auf dem Weg nach Oregon)
- 2016: Nominierung für den Publikumspreis (Certain Women)
- 2016: Nominierung als Bester Debütfilm (Certain Women)
- 2021: Nominierung für das Beste Drehbuch (First Cow)[11]
- 2023: Nominierung als Bester Film (Showing Up)[12]

Independent Spirit Award
- 1996: Nominierung als Bester Erstlingsfilm (River of Grass)
- 1996: Nominierung für das Beste Erstlingsdrehbuch (River of Grass)
- 1996: Nominierung für den Someone to Watch Award (River of Grass)
- 2007: Nominierung für den John Cassavetes Award (Old Joy)
- 2017: Nominierung für die Beste Regie (Certain Women)[13]
- 2020: Auszeichnung mit dem Bonnie Award
- 2021: Nominierung für die Beste Regie (First Cow)[14]

Internationale Filmfestspiele Berlin
- 2020: Nominierung für den Goldenen Bären (First Cow)

Internationale Filmfestspiele von Cannes
- 2008: Nominierung Un Certain Regard (Wendy and Lucy)
- 2022: Nominierung für die Goldene Palme (Showing Up)

Internationale Filmfestspiele von Venedig
- 2010: Auszeichnung mit dem SIGNIS Award (Auf dem Weg nach Oregon)
- 2010: Nominee für den Goldenen Löwen (Auf dem Weg nach Oregon)
- 2013: Nominierung für den Goldenen Löwen (Night Moves)

Locarno Film Festival
- 2022: Ehrenleopard[15][16]

London Film Festival
- 2016: Auszeichnung als Bester Film im Offiziellen Wettbewerb (Certain Women)

Sundance Film Festival
- 1994: Nominierung für den Grand Jury Prize – Dramatic (River of Grass)